# Aktionismus
Aktionismus ist eine Derivation des lateinischen Begriffs actio für „Handlung“ und bezeichnet handlungsorientiertes Tun.
Der Begriff Aktionismus unterstellt betriebsames, unreflektiertes oder zielloses Handeln ohne Konzept, um den Anschein von Untätigkeit oder Überforderung zu vermeiden oder zu vertuschen. Aktionismus kann auch bedeuten, dass viele Projekte diskutiert oder begonnen, aber nicht zu Ende geführt werden.
Der Vorwurf des „bloßen/blinden Aktionismus“ wird oft Politikern gemacht. So gibt es auch immer wieder Politiker oder politische Gruppierungen, die mit Meinungsäußerungen und Demonstrationen zu den verschiedensten politischen Fragen hervortreten, darüber aber die zielgerichtete, praktische, der Öffentlichkeit oft schwer vermittelbare politische Arbeit vernachlässigen.
Der Begriff steht auch für unorganisierte politische oder soziale Aktionen, die zwar eine Veränderung bestehender gesellschaftlicher Verhältnisse bezwecken, deren Ziele aber weder genau definiert noch zu Ende gedacht und deren Konsequenzen meist nicht bedacht sind.
Nachdem seine Vorlesungen im Rahmen der Studentenproteste Ende der 1960er Jahre gestört worden waren, kritisierte der deutsche Philosoph Theodor W. Adorno 1969 in einem Interview mit dem Spiegel den dabei sichtbar gewordenen Aktionismus: Dieser sei „wesentlich auf Verzweiflung zurückzuführen […], weil die Menschen fühlen, wie wenig Macht sie tatsächlich haben, die Gesellschaft zu verändern“. All diese Einzelaktionen seien aber „zum Scheitern verurteilt“, was sich bereits bei den Maiunruhen 1968 in Paris gezeigt habe.
Aktionismus ist ein vor allem dem Anarchismus zugeordnetes Konzept direkten, unmittelbaren und nicht durch Stellvertreter geführten Handelns. Aktionismus bedeutet zunächst das eigene, nicht symbolische widerständige Tun. Dabei überwindet der Aktionismus die Mittel-Zweck-Relation. Aktionismus zeigt sich in einer Vielfalt subversiver Handlungen. Die Aktion selbst ist Ausdruck eines subversiven Lebens und wird dabei nicht in Bezug auf sichtbare Auswirkungen auf die politische Ordnung bewertet, da sie für sich als Verschiebung der Machtverhältnisse gewertet werden kann. Im politischen Aktionismus scheint es von Bedeutung, die eigene Person als Widerstandspunkt und Widerstand selbst als Entwicklung alteritärer Lebensverhältnisse zu begreifen und so den Risiken repräsentativer Politikkonzepte zu entgehen. Die Aktion selbst kann als „lustvolles Erlebnis, befreiende Tat, Moment der Selbstverwirklichung“ empfunden werden und den „Charakter einer Inszenierung, eines Spiels“ haben. Ein aktionsorientiertes Konzept, das demgegenüber konkrete soziale Veränderungen zum Ziel hat, ist die Direkte Aktion.
Auch der Faschismus gilt als Ideologie, in deren Zentrum weniger ein Programm als ein kompromissloser Wille zum Handeln stand: Ständig appellierte die faschistische Propaganda an Gefühle und Gemeinschaftssinn, eine rationale Analyse und eine Auseinandersetzung mit gesellschaftlichen Gegebenheiten fand typischerweise nicht statt.